# Olle Laessker
Olle Laessker   (2 d'abril de 1922 - 19 de setembre de 1992) fou un atleta suec, especialista en el salt de llargada i curses de velocitat, que va competir durant la dècada de 1940.
En el seu palmarès destaquen dues medalles d'or al Campionat d'Europa d'atletisme de 1946, en les proves de salt de llargada i 4x100 metres, formant equip amb Stig Danielsson, Inge Nilsson i Stig Håkansson. També guanyà dos campionats nacionals de llargada, el 1946 i 1947.

## Millors marques
- 100 metres. 10.7" (1945)
- 200 metres. 21.8" (1945)
- 400 metres. 48.8" (1945)
- Salt de llargada. 7,50 metres (1946)[5]